# 국도 제168호선 (일본)

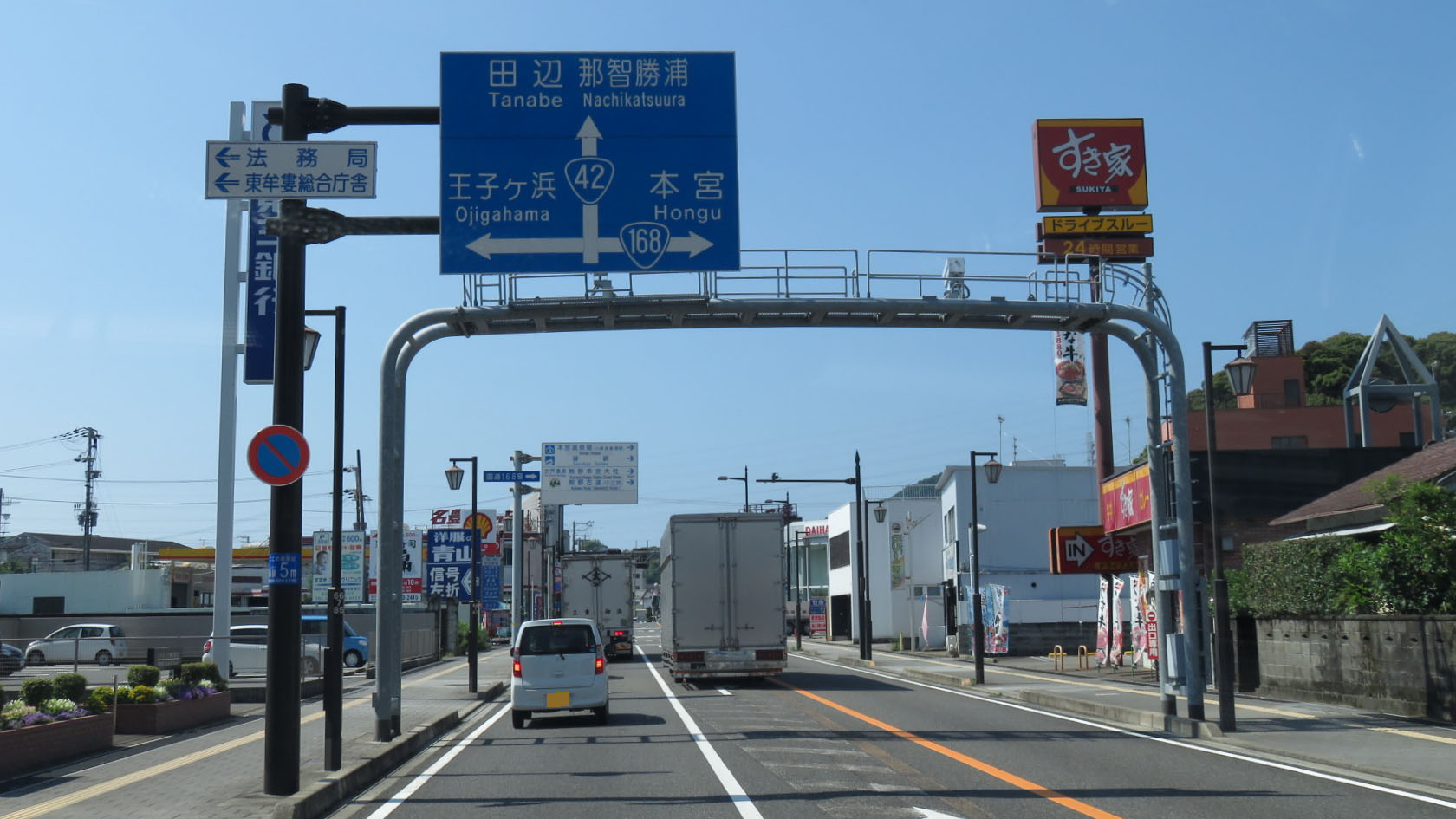
국도 168호선의 기점
와카야마현 신구시 하시모토 교차로

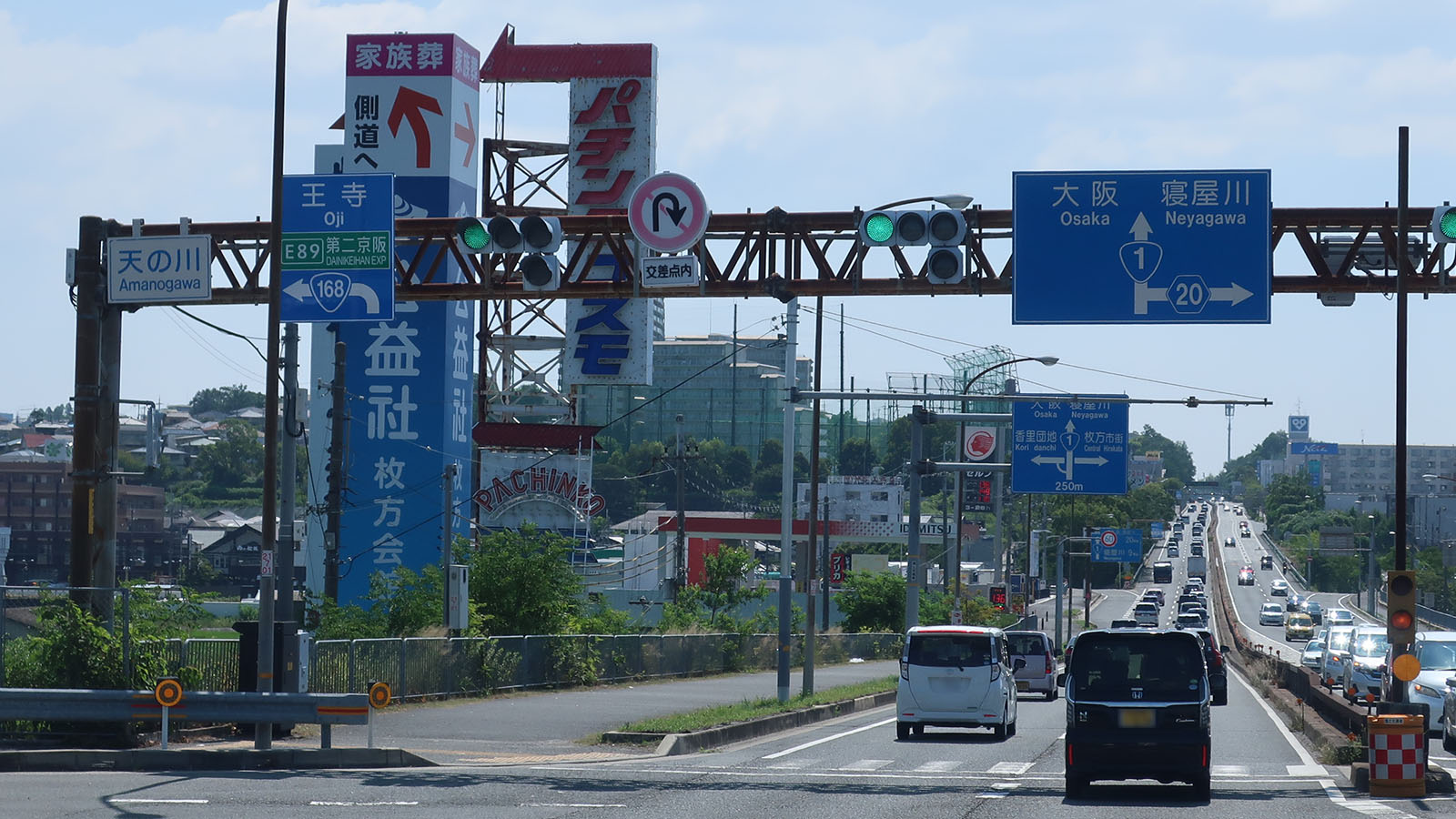
국도 168호선의 종점
오사카부 히라카타시 아마노가와 교차로

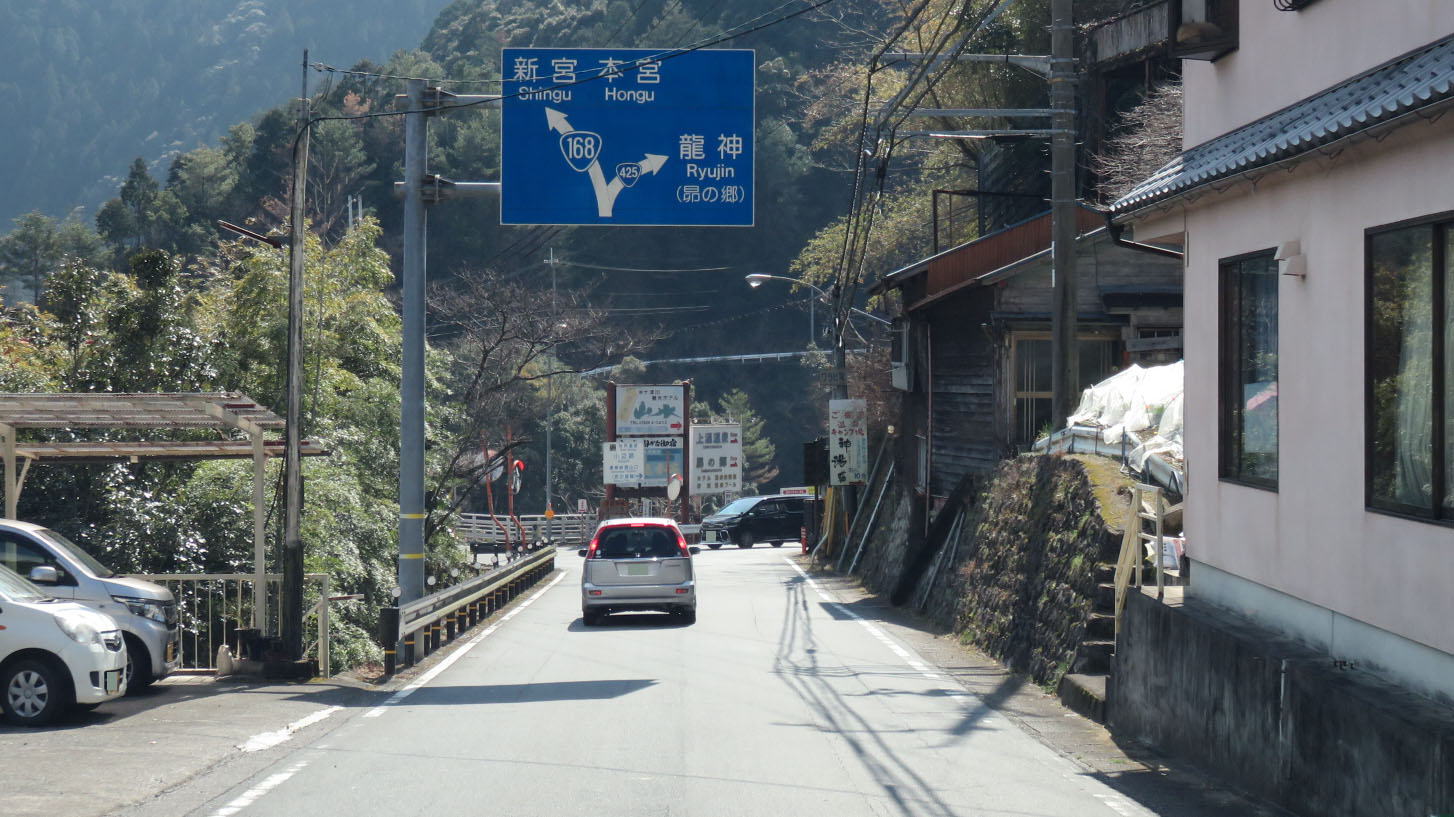
국도 425호선과의 분기
나라현 요시노군 도쓰카와촌

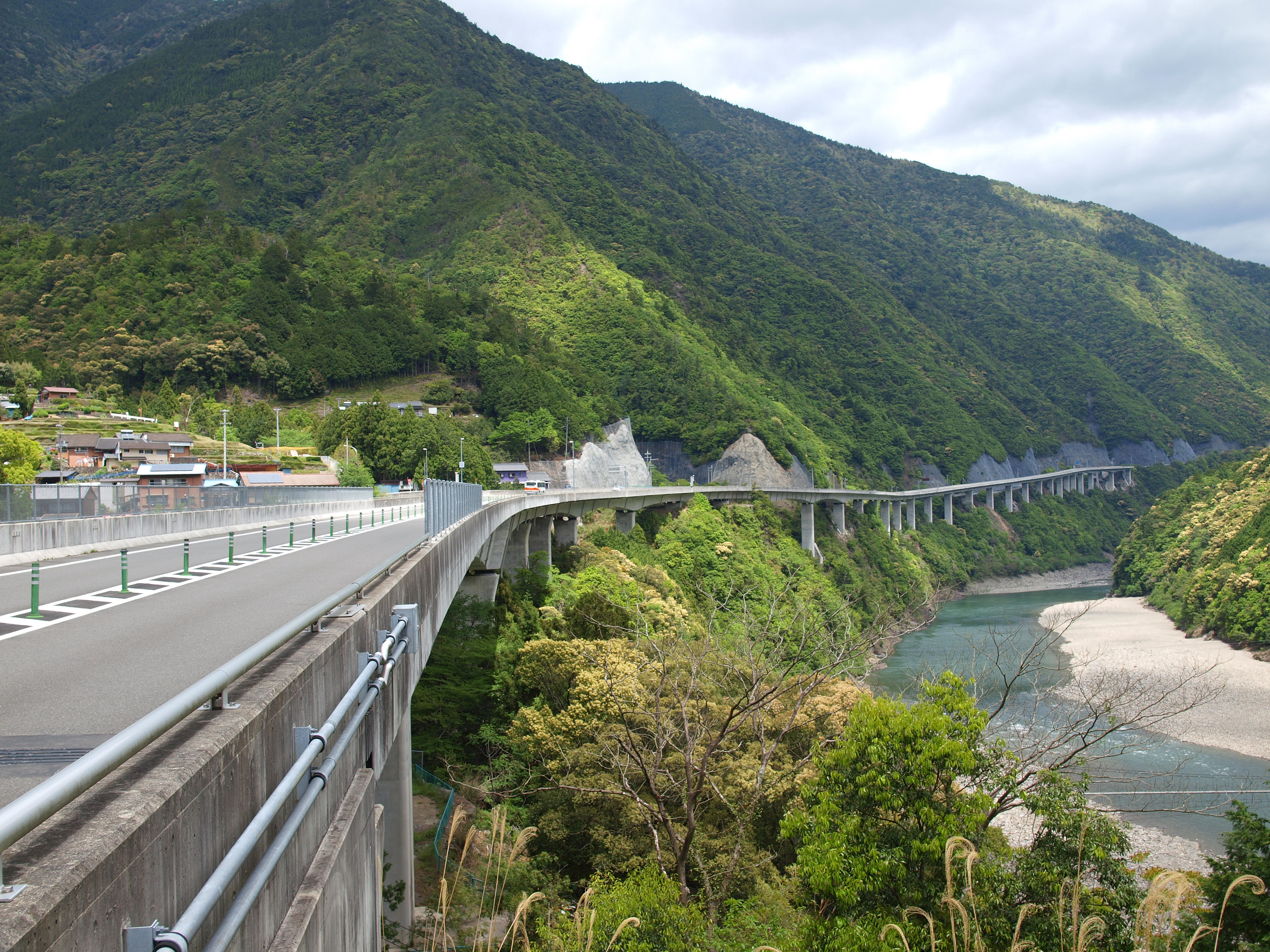
도쓰카와촌 나나이로 지구의 나나이로 고가교
(잠정 공용 구간)

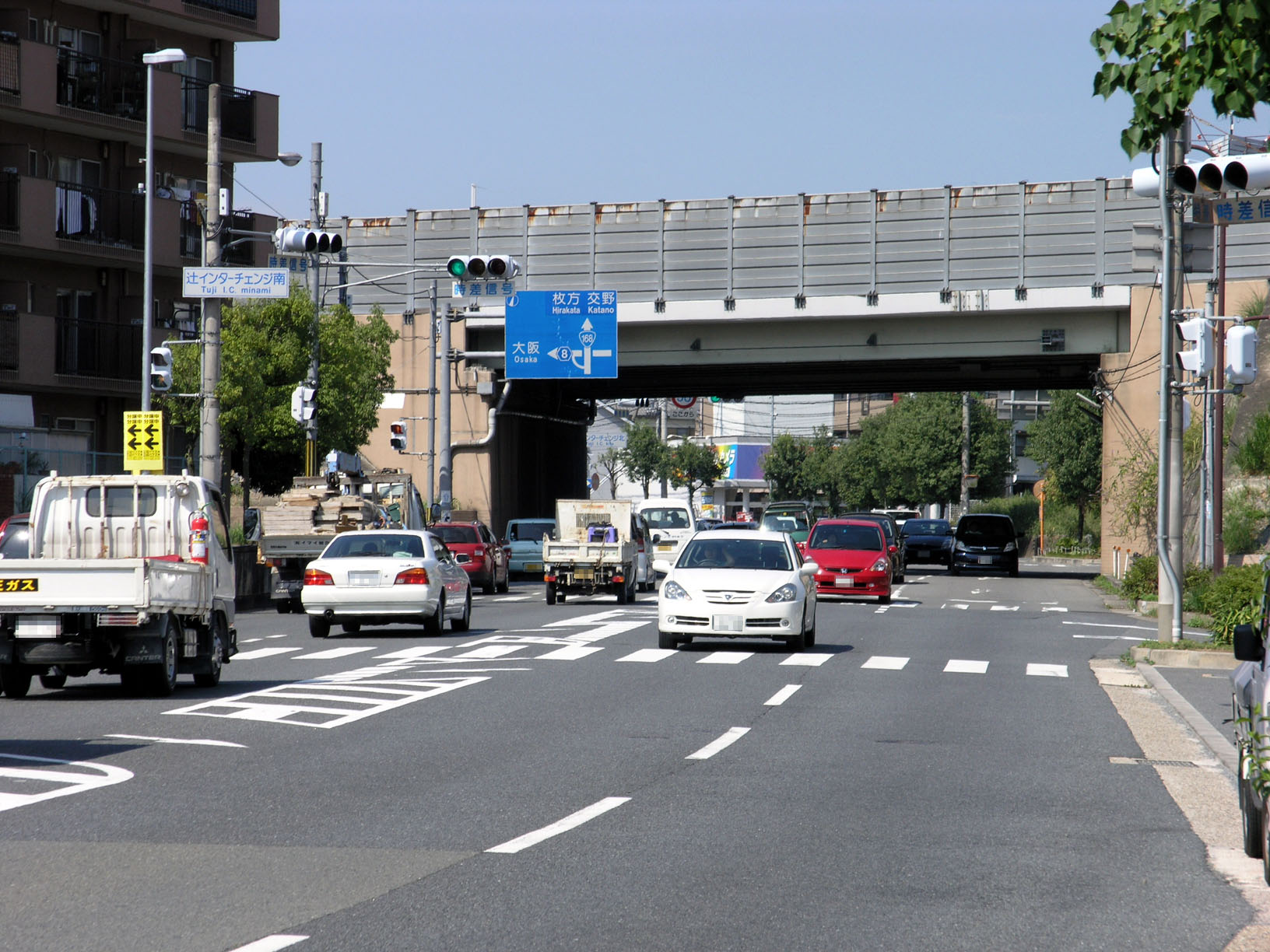
이코마시내의 4차선 짜리 구간
한나 도로의 쓰지마치IC 부근

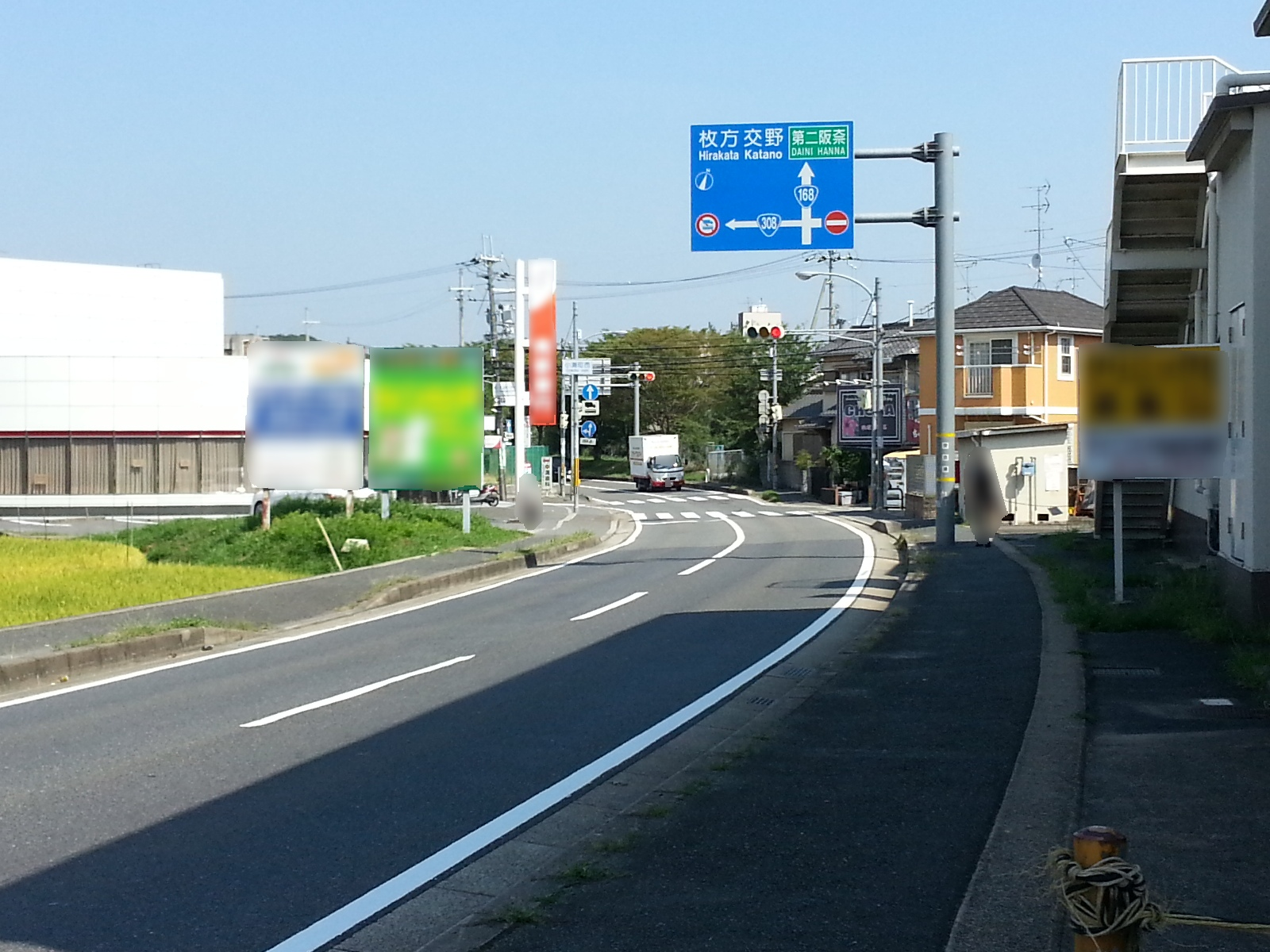
이치후 바이패스
국도 308호선과의 분기
나라현 이코마시 오제초

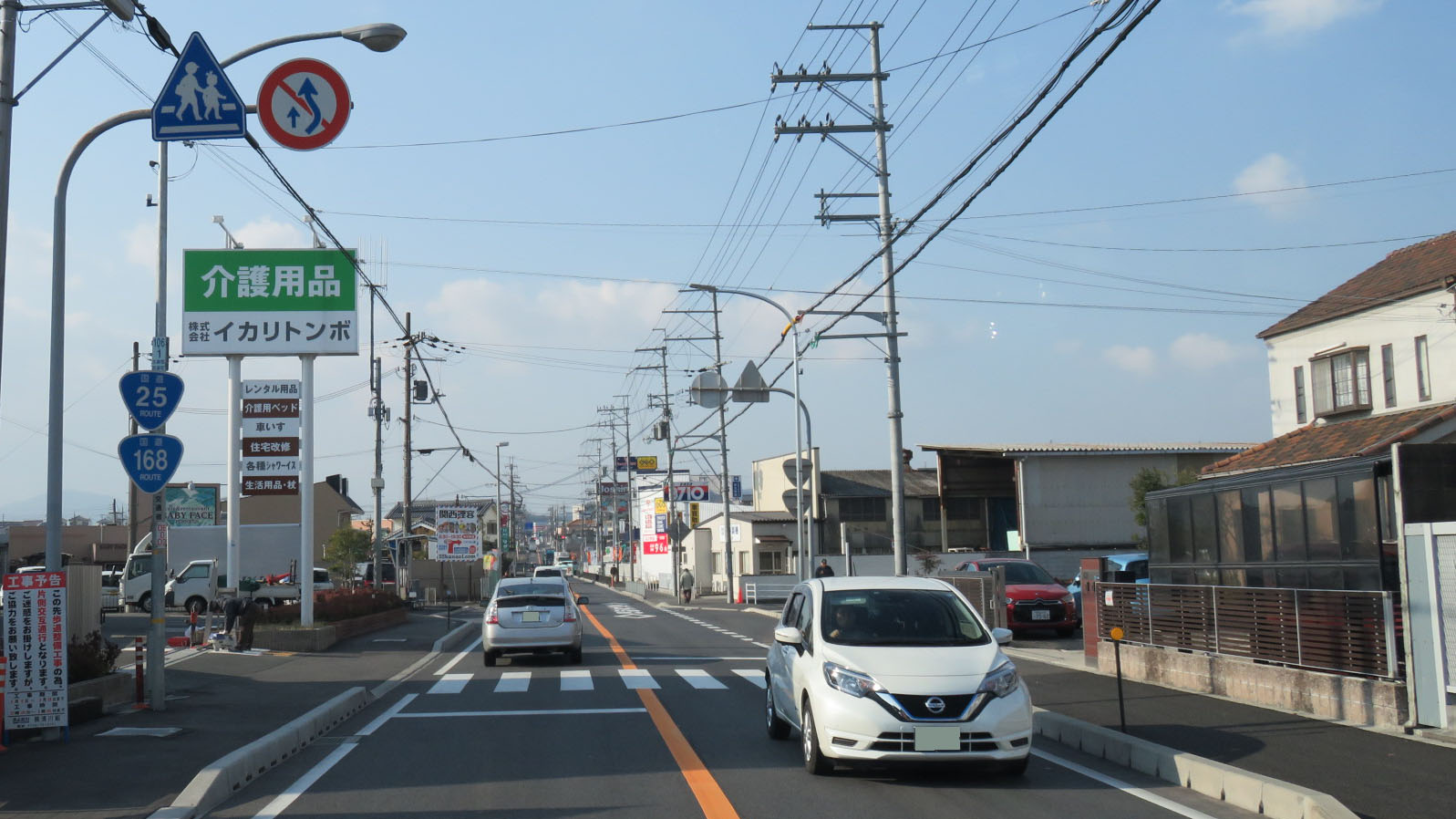
국도 제25호선과의 분기
나라현 이코마군 이카루가정

국도 제168호선(일본어: 国道168号)은 와카야마현 신구시에서 나라현을 거쳐 오사카부 히라카타시까지 이르는 총 연장 187.9km의 거리를 이루는 일본의 일반 국도이다.

## 개요
기이반도의 험준한 산악 지대를 중심으로 종단하고 있는 도로의 특성상 나라현 남부 일대를 중심으로 곳곳에 걸쳐 협로가 산재해 있는 반면, 도로의 폭까지 협소한 구조를 이루고 있는 특색상 교통 정체 및 병목 현상이 자주 일어나는 편이기도 하다. 특히 휴일에는 도쓰카와촌을 중심으로 행락객이 한꺼번에 몰리면서 정체 및 병목 현상도 당연히 빈발하게 일어나는 특색을 둔다. 현재는 도로의 개량 및 개수 공사가 진행 중이기도 하다. 그래서 기이반도를 중심으로 종단하게 되어 있는 간선도로 중의 하나로, 게이한신 지구에서 신구까지 향하는 최단 루트라는 특색을 갖고 있어, 정비가 매우 시급한 제1순위의 국도 노선이다. 장래에는 전 구간에 걸쳐 지정 구간으로 설정시킨 다음 고조-신구 도로로 정비될 예정에 있다.

### 노선 정보
일반 국도의 노선을 지정하고 있는 정령에 의거한 기종점 및 경유지는 다음과 같다.
- 기점 : 신구시 (하시모토 교차로 = 국도 제42호선과의 교점이자 국도 제169호선의 종점)
- 종점 : 히라카타시 (아마노가와 교차로 = 국도 제1호선과의 교점)
- 중요한 경과지 : 와카야마현 신구시 구마노가와정, 다나베시 혼구정, 나라현 요시노군 도쓰카와촌, 고조시, 고세시, 야마토타카다시, 기타카쓰라기군 다이마정[1], 가시바시, 기타카쓰라기군 오지정, 이코마군 이카루카정, 이코마시, 가타노시[2]
- 총 연장 : 187.9 km[3][4]
- 중용 연장 : 4.3 km[5]
- 미공용 연장 : 없음
- 실제 연장 : 183.5 km[6]
  - 현도 : 158.9 km[7]
  - 구도 : 9.4 km[8]
  - 신도 : 15.2 km[9]
- 지정 구간 : 국도 제24호선, 국도 제165호선(일본어판), 국도 제25호선 등과의 중복 구간

## 역사
도로법(쇼와 27년 법률 제180호)을 기초로 둔 2급 국도이지만, 최초로 지정되어 있었던 2급 국도 노선 중의 하나이다. 그러나 국도 지정 당시 애초부터 신구시에서 야마토타카다시까지 이르는 노선으로 지정되어 있었다. 또한 1982년에는 1954년부터 원래 지정된 주요 지방도 노선으로 분류된 오사카부도 및 나라현도 히라카타 야마토타카다 선을 168번 국도 구간으로 편입한 뒤 신구시에서 히라카타시 사이를 이르는 노선으로 지정하여 오늘에 이른다.

### 연표
- 1953년 5월 18일 : 2급 국도 168호 신구 야마토타카다 선(신구시 - 야마토타카타시)으로 지정 시행
- 1959년 8월 : 와카야마현과 나라현 사이의 현계선 부근을 중심으로 자동차의 통행이 당연히 불가한 구간에 한하여 선형 개량 공사가 준공 및 개통되면서 전선 자동차 통행 가능 구간으로 변경
- 1965년 4월 1일 : 도로법 개정에 따라 1·2급 구간을 없애고 일반 국도 168호선으로 전환
- 1982년 4월 1일 : 종점부가 연신하게 됨에 따라, 일반 국도 168호선의 명칭도 변경되고, 신구 - 히라카타 선으로 역시 명칭 변경되어 재지정

## 지리

### 통과하는 지자체
- 와카야마현
  - 신구시 - 다나베시
- 나라현
  - 요시노군 도쓰카와촌 - 고조시 - 고세시 - 야마토다카다시 - 가쓰라기시 - 가시바시 - 기타카쓰라기군 오지정 - 이코마군 산고정 - 이코마군 이카루가정 - 이코마군 헤구리정 - 이코마시
- 오사카부
  - 가타노시 - 히라카타시

### 통과하는 도로
고속도로
- 야마토다카다 바이패스(일본어판)
- 제2한나 도로(일본어판)
- 한나 도로(일본어판)
- 제2게이한 도로(일본어판)

국도
- 국도 제42호선
- 국도 제169호선
- 국도 제311호선 (일본)(일본어판)
- 국도 제425호선 (일본)(일본어판)
- 국도 제24호선
- 국도 제310호선 (일본)(일본어판)
- 국도 제370호선 (일본)(일본어판)
- 국도 제309호선 (일본)(일본어판)
- 국도 제165호선 (일본)(일본어판)
- 국도 제166호선 (일본)(일본어판)
- 국도 제25호선
- 국도 제308호선 (일본)(일본어판)
- 국도 제163호선 (일본)(일본어판)
- 국도 제1호선

현도
- 와카야마현도 제44호선
- 와카야마현도 제45호선
- 나라현도 제53호선
- 나라현도 제49호선
- 나라현도 제20호선
- 나라현도 제55호선
- 나라현도 제39호선
- 나라현도 제30호선
- 나라현도 제5호선
- 나라현도 제105호선 (주와 간선)
- 나라현도 제54호선
- 나라현도 제14호선
- 나라현도 제36호선
- 나라현도 제8호선
- 오사카부도 제20호선
- 오사카부도 제18호선
- 오사카부도 제7호선